# كريس هاريس جونيور
كريس هاريس جونيور (بالإنجليزية: Chris Harris)‏ هو لاعب كرة قدم أمريكية أمريكي، ولد في 18 يونيو 1989 في تلسا في الولايات المتحدة.

## وصلات خارجية
- كريس هاريس جونيور على موقع مرجع كرة القدم المحترفة.كوم (الإنجليزية)